# Hveragerði
Hveragerði és un municipi i alhora una població d'Islàndia, a la regió de Suðurland. Va obtenir l'estatus municipal el primer de juliol de 1987. Té una extensió de 9 km², sent el municipi més petit del país, i un dels pocs municipis sense sortida al mar. Té una població de 3.300 habitants a primer de gener de 2025.

## Llocs d'interès
El sender pedagògic al parc geotermal Hveragarðurinn explica el desenvolupament de les aigües termals. Al parc Lystigarðurinn Fossflöt, establert el 1983, es pot visitar una central d'energia hidroelèctrica construïda el 1902 al costat del salt d'aigua Reykjafoss.
La moderna església protestant Hveragerðiskirkja va ser construïda entre el 1967 i el 1972. El museu d'art Listasafn Árnesinga, fundat el 1963, allotja unes cinc-centes obres d'art aproximadament. L'exposició Skjálftinn 2008 al centre comercial Sunnumörkexplica les causes i les conseqüències del terratrèmol del maig de 2008 a Hveragerði.